# Nikolai Wladimirowitsch Agejew
Nikolai Wladimirowitsch Agejew (russisch Николай Владимирович Агеев; * 30. Junijul. / 13. Juli 1903greg. in Tiflis; † 10. September 1983 in Moskau) war ein russischer Physiker, Metallurg und Hochschullehrer.

## Leben
Agejew studierte am Leningrader Polytechnischen Institut und arbeitete 1921–1925 im bergbaumetallurgischen Laboratorium. Nach dem Studienabschluss 1926 arbeitete Agejew dort weiter wissenschaftlich und hielt Vorlesungen. 1936 verteidigte er erfolgreich seine Doktor-Dissertation über die physikalisch-chemische Untersuchung intermetallischer Phasen.
1938 ging Agejew nach Moskau und arbeitete im Institut für Allgemein und Anorganische Chemie (IONCh) der Akademie der Wissenschaften der UdSSR (AN-SSSR). 1940–1941 war er verhaftet. 1941–1942 während des Deutsch-Sowjetischen Krieges lehrte er neben seiner Arbeit im IONCh im Institut für Feinmechanik und Optik, 1943–1944 im forsttechnischen Institut und 1944–1947 in der Militärakademie für die Panzertruppe. 1946 wurde er Korrespondierendes Mitglied der AN-SSSR. 1949–1951 war er wieder verhaftet. Danach wurde er rehabilitiert. 1944  vor der zweiten Verhaftung war er Mitglied der KPdSU geworden.
1951 trat Agejew in das  Moskauer Institut für Metallurgie der AN-SSSR ein, in dem er bis zu seinem Tode blieb. 1952 wurde er Herausgeber des russischen Journals für Probleme der modernen Metallurgie und 1956 Hauptherausgeber des Referateorgans Metallurgie. Zusätzlich arbeitete er im Allunionsinstitut für wissenschaftliche und technische Information (1955–1972). 1968 wurde er Wirkliches Mitglied der AN-SSSR. 1970–1975 war er Direktor des Instituts für Metallurgie.
Zu Beginn seiner wissenschaftlichen Tätigkeit untersuchte Agejew Probleme der Wärmeausdehnung von Stahl, die Lamellenstruktur des Perlits und die Verunreinigungsdiffusion im Stahl. Später untersuchte er die Strukturen von Legierungen und intermetallischen Phasen mit Röntgenmethoden. Er analysierte die Art der chemischen Bindung in Legierungen und deren Phasen anhand der Elektronendichte.

## Ehrungen
- Orden des Roten Banners der Arbeit (1944, 1971)
- Leninorden (1954, 1973)
- Orden der Oktoberrevolution (1975)
- Orden der Völkerfreundschaft (1983)